# Dylan Teuns
Dylan Teuns, född 1 mars 1992, är en belgisk professionell landsvägscyklist.

## Karriär
Teuns har cyklat professionellt sedan 2015. Bland hans meriter kan nämnas två etappsegrar i Tour de France. Han har även vunnit Polen runt.